# 海斯維爾 (肯塔基州)
海斯維爾（英語：Hiseville）是位於美國肯塔基州巴倫縣的一個人口普查指定地區。

## 人口
根據2020年美國人口普查的數據，海斯維爾的面積為1.92平方千米，當中陸地面積為1.89平方千米，而水域面積為0.03平方千米。當地共有人口246人，而人口密度為每平方千米128.13人。